# Едуар Лало
Едуар Виктоар Антоан Лало (27 януари 1823 – 22 април 1892) е френски композитор, цигулар и виолист.
Семейството му не е от испански произход, както неговият син Пиер Лало е искал да се смята. Пиер е бил монархист, а баща му убеден републиканец, също така и донякъде антимилитарист.

## Биография
На 10-годишна възраст Едуар Лало постъпва в консерваторията в Лил, където се научава да свири на цигулка и може би и на виолончело, под ръководството на преподавателите Мюлер и Baumann, а след това на шестнайсет години заминава за Париж, за да продължи музикалното си образование, против волята на баща си. Преподаватели по цигулка са му Пиер Байо и Франсоа-Антоан Абнек. През 1843 г. пианистът Julius Schulhoff го въвежда в композирането. Своите умения подобрява чрез контакта си с J.-E. Crèvecoeur (втора голяма награда от Рим).
Първите му известни композиции песни със съпровод на пиано датират от 1848 г., годината, в която той представя две от своите партитури на Ектор Берлиоз. Сприятелява се с цигуларя Жул Арминго, единствения му довереник, и с композитора Пабло де Сарасате. Сред неговите приятели е и художникът Огюст Дьолакроа, който не бива да се бърка, както е искал Пиер Лало, с известния Йожен Дьолакроа. Лало никога не влиза в Парижката консерватория, нито като ученик, нито като преподавател. На два пъти участва там само в конкурсно жури през 1876 г.
Макар и страстен почитател на вагнеровия оркестър, той упорито следва свой собствен път. На няколко пъти е получавал подкрепата на Шарл Гуно, който оценява неговите музикални произведения.
Свири на виола, а след това и втора цигулка в Quatuor Armengaud от основаването му през 1856 г.
Едуар Лало живее бедно в Пюто до 1865 г., със своята първа съпруга. Вдовец от 1864 г., той се оженва за мецосопраното Жули-Мари-Виктоар Берние дьо Малини и живее в по-голямо удобство в Париж. Всеки петък вечер прави в дома си музикални салони, както и посещава другите частни музикални салони в столицата. Лало е резервиран в отношенията си с другите и не обича да се говори за него. Голяма част от кореспонденцията, която пише и получава, е унищожена. Композираните от него с плам инструментални мелодии и симфонии са по-добре оценени в чужбина, отколкото във Франция.
С изключение на две симфонии – унищожени, както изглежда, от композитора – първите му композиции са предназначени за малък вокален или инструментален състав, включително шест популярни романса (1849 г.), след това шест мелодии, по стихове на Виктор Юго (1856 г.), два броя трио с пиано (към 1850 г. и 1852 г.) и различни пиеси за цигулка и пиано.
През 1856 г. участва, отначало като цигулар, в създаването на Квартет Армиго, чиято цел е да популяризира произведения от немски автори. Четири години по-късно композира свой собствен Квартет за струни. През 1866 г. завършва Fiesque, първата си опера, която никога не вижда сцена, но служи за основа на други произведения, като Дивертименто за оркестър (1872 г.) и Симфония в сол минор (1886 г.)

70-те години на 18 век са изключително плодотворни: освен Концерт за цигулка (1873 г.) и Концерт за виолончело (1877 г.) Лало написва и двата си най-известни опуса, Испанска симфония (1874 г.) и Опера на Краля на Ис (1875 – 1881). Спечелва известността си благодарение на Испанска симфония, която всъщност е концерт за цигулка в пет части, бляскава композиция, създадена за цигуларя виртуоз Сарасате и все още много популярна. Макар и недооценен, Концертът му за виолончело е много интересно произведение. Кралят на Ис е създадена късно, през 1888 г., но е триумф. Една година след този успех Едуар Лало е отличен като офицер на Почетния легион на 1 януари 1889 г.
Сред значимите му произведения, балетът Намуна (1882 г.) е поръчан от Парижката опера, а хореографията е дело на Люсиен Петипа. Тази музика е приета със смесени чувства, от една страна - освирквания от публиката, от друга - ентусиазъм сред колегите му, сред които Дебюси, Форе и Шабрие. В репертоара се запазва като оркестрови сюити. За Намуна Клод Дебюси пише: „Сред толкова много глупави балети, имаше един достоен да се нарече шедьовър: Намуна на Едуар Лало. Неясно поради каква жестокост, го погребаха толкова дълбоко, че никой не говори вече за него... Това е тъжно за музиката.“

## Принос
Лало, ценѐн предимно заради богатството на оркестрацията си, допринася и като изпълнител, и като композитор, за обновяване на камерната музика във Франция. В неговия Струнен квартет личи силното влияние от Бетовен, но също така присъства и една много лична ритмична сила.
Съвременна на Кармен на Бизе, Испанска симфония за цигулка и оркестър е едно от първите френски оркестрови произведения, в които се обръща внимание на испанския фолклор и танцувалните му ритми. Интересът към фолклора може да бъде открит и в Норвежка фантазия (1878 г.), в Норвежка рапсодия (1879 г.), в Руски концерт (1879 г.), а също и в „бретонската легенда“ за Краля на Ис, която Лало съзнателно отказва да направи вагнерова „лирична драма“. Опирайки се на кратките форми, той доказва своите големи музикални и ритмични творчески способности, подкрепени от богата хармонична композиция.

## Основни произведения
Създател е на няколко опери и симфонии. През 1868 г. създава първата си опера „Fiesque“, която не е поставена. Няколко години по-късно втората му опера „Кралят на Ис“ придобива широка популярност.
- Оркестрална музика

Обада (утринна серенада), за десет инструмента (1872 г.)
Дивертименто (1872 г.)
Концерт във фа мажор за цигулка и оркестър (1873 г.)
Испанска симфония за цигулка и оркестър (1874 г.)
Концерт в ре минор за виолончело и оркестър (1877 г.)
Норвежка рапсодия (1879 г.)
Руски концерт (1879 г.)
Симфония в сол минор на Лало (1886 г.)
Концерт за пиано (1889 г.)
Scènes de Savonarole, opéra inédit; la musique d'une grande pantomime romaine, Néron, pour l'hippodrome